# Гринчук
Гринчук (укр. Гринчук) — село в Каменец-Подольском районе Хмельницкой области Украины.
Расположено на левом берегу Днестра.
Население по переписи 2001 года составляло 251 человек. Почтовый индекс — 32378. Телефонный код — 3849. Занимает площадь 1,253 км².

## Местный совет
32378, Хмельницкая обл., Каменец-Подольский р-н, с. Гринчук

## Галерея

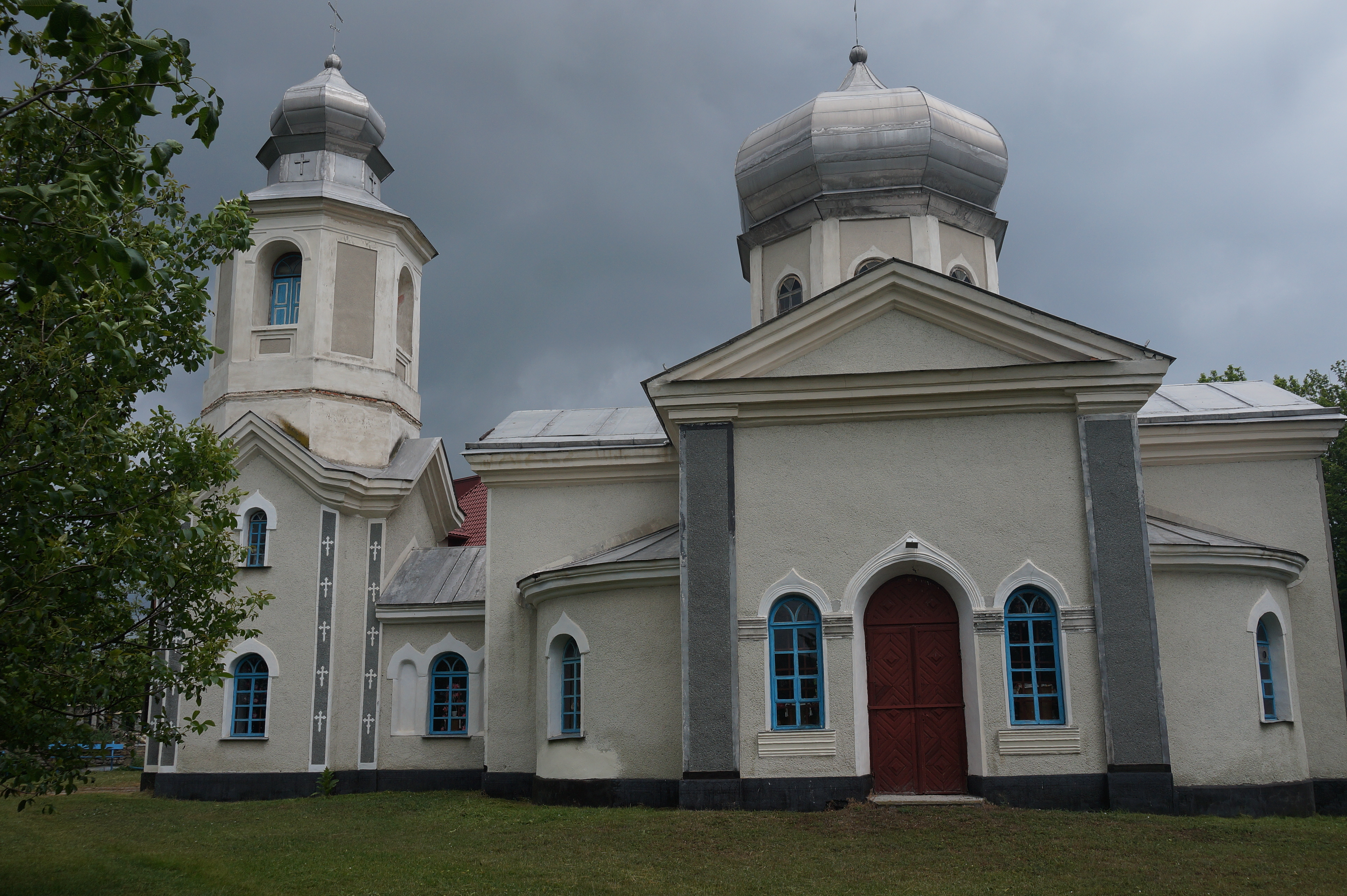
Успенская церковь
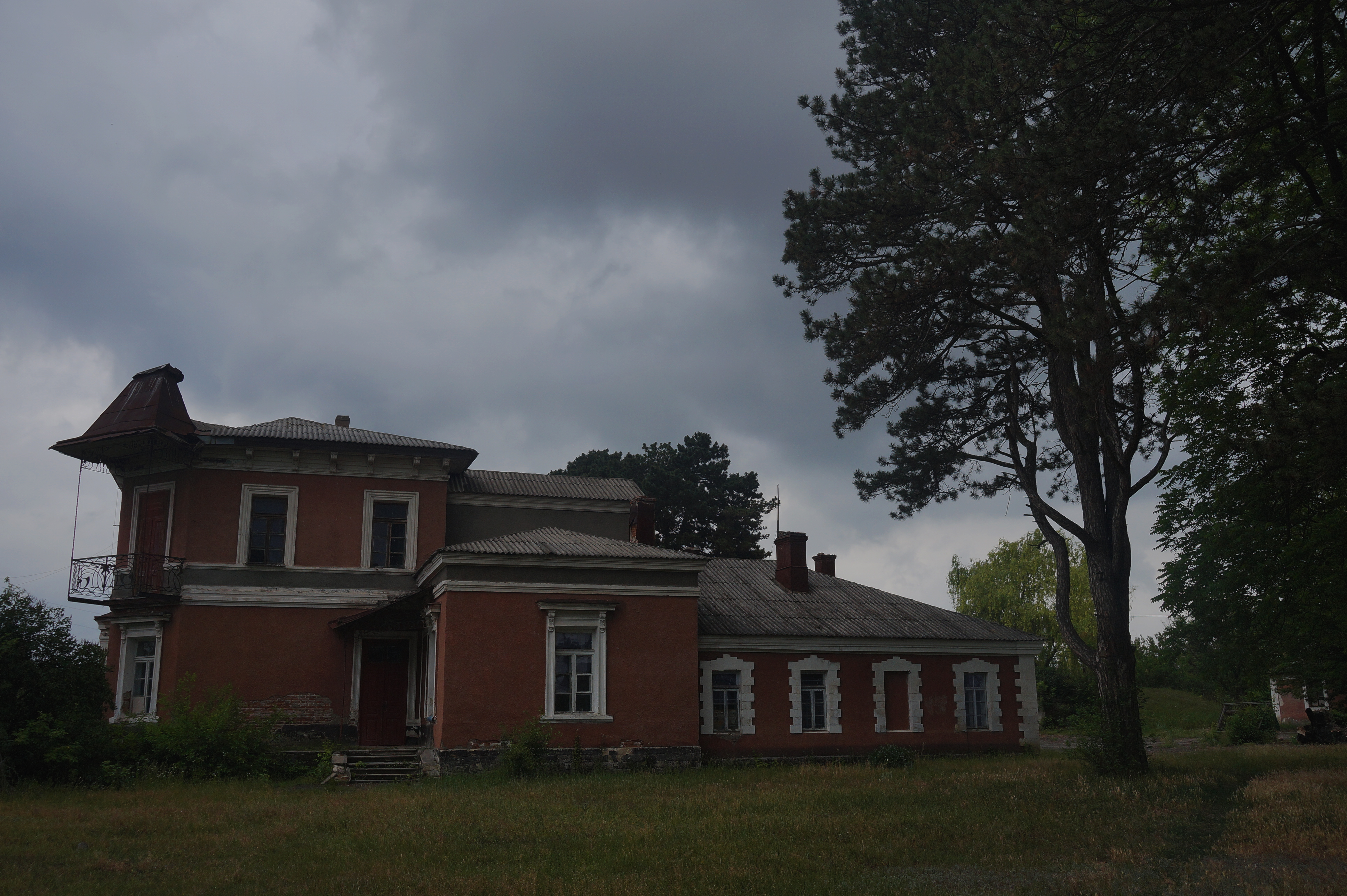
Дворец Харжевского (в советские годы - школа)